# Anastoechus longirostris
Anastoechus longirostris är en tvåvingeart som beskrevs av Frederik Maurits van der Wulp 1885. Anastoechus longirostris ingår i släktet Anastoechus och familjen svävflugor. Inga underarter finns listade i Catalogue of Life.